# Entomostraca
Entomocostraca
Ce taxon est aujourd'hui obsolète.
Classe
Classification phylogénétique
- Cuticulés
  - Gastrotriches
  - Ecdysozoaires
    - Panarthropodes
      - Onychophores
      - Tardigrades
      - Euarthropodes
        - Chélicériformes
          - Pycnogonides
          - Chélicérés
            - Mérostomes
            - Arachnides

        - Mandibulés
          - Myriapodes
          - Pancrustacés
            - Rémipèdes
            - Céphalocarides
            - Maxillopodes
            - Branchiopodes
            - Malacostraques
            - Hexapodes

    - Introvertés

Les Entomostraca ou Entomostracea (Entomostracés), du grec ancien ἔντομα, éntoma, « insecte » et ὄστρακον, ostrakon, « coquille », constituaient une sous-classe historique de crustacés, aujourd'hui tombée en désuétude. Avec les Malacostraca, c'était l'une des deux grandes lignées de crustacés qui regroupait les « crustacés inférieurs » comme les anatifes, les daphnies, etc.

## Classification historique
- embranchement Arthropoda
  - classe Crustacea
    - sous-classe Entomostraca
      - Branchiopoda
      - Remipedia
      - Cephalocarida
      - Ostracoda
      - Maxillopoda

    - sous-classe Malacostraca

## Publication originale
- Müller, 1785 : Entomostraca seu insecta testacea, quae in aquis Daniae et Norvegiae reperit. pp. 1-190 (texte intégral) (la).